# Irena Nieżychowska

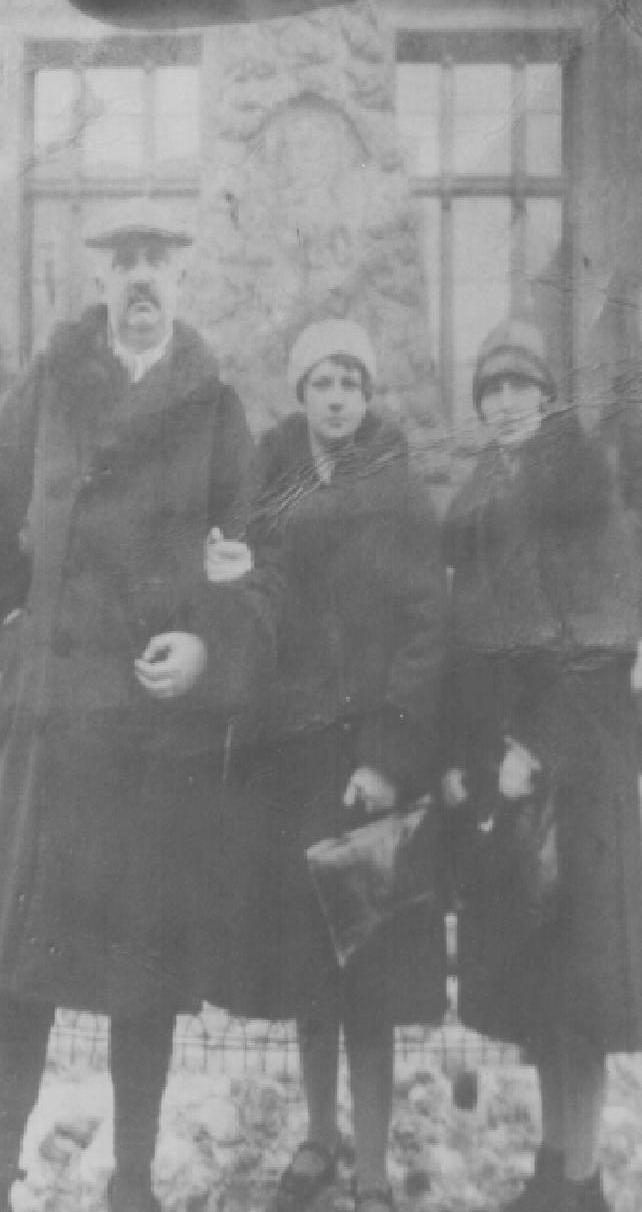
Od lewej: Adam Kierski, Irena Nieżychowska i Franciszka Żółtowska

Irena Nieżychowska, z domu Wolszlegier (ur. 5 listopada 1896 w Toruniu, zm. 5 października 1939), polska działaczka społeczna i narodowa.

## Życiorys
Pochodziła ze znanej polskiej rodziny ziemiańskiej Wolszlegierów, była córką Bolesława, doktora obojga praw, zmarłego 20 maja 1926. Wychowywana w atmosferze polskiego patriotyzmu, od młodości uczestniczyła w pracy narodowej jako bibliotekarka Towarzystwa Czytelni Ludowych i konspiracyjna nauczycielka języka polskiego wśród dzieci rolników i robotników. Działalność narodową prowadziła szczególnie silnie w latach I wojny światowej, biorąc następnie udział w powstaniu wielkopolskim; szeregi powstańcze opuściła w stopniu porucznika.
Od 1919 była aktywna w Chojnicach i okolicy, należała do Towarzystwa Ludowego i Towarzystwa Gimnastycznego „Sokół”, organizowała kursy języka polskiego dla dorosłych. Uczestniczyła również w przygotowaniu wydania pierwszej polskiej książki w Chojnicach – śpiewniczka Pieśni narodowe i obozowe (1919). W prasie chojnickiej publikowała własne wiersze (liryczne i patriotyczne), wydała również osobny tomik poetycki. 
W działalności społecznej szczególny nacisk kładła na przygotowanie ludności do obrony kraju. Nazywana „polską amazonką”, prowadziła honorowo szkolny hufiec przysposobienia wojskowego w Miejskim Gimnazjum Żeńskim w Chojnicach. Była organizatorką Przysposobienia Wojskowego Kobiet w samych Chojnicach i najbliższych miejscowościach.
Po śmierci ojca przejęła rodzinny majątek Szenfeld koło Chojnic. Zarządzała nim do wybuchu II wojny światowej samodzielnie, jako że z mężem Stanisławem Nieżychowskim pozostawała w separacji.
29 września 1939 została aresztowana przez hitlerowców pod zarzutem posiadania broni. Tydzień później najprawdopodobniej zginęła w zbiorowej egzekucji, m.in. z żoną chojnickiego samorządowca i posła na Sejm Romana Stamma Bronisławą, której nie zapomniano odegrania symbolicznego zrzucenia kajdan przed wojskiem polskim w Chojnicach w styczniu 1920.
Działalność patriotyczną Ireny Nieżychowskiej uhonorowała Gminna Rada Narodowa w Chojnicach, przemianowując po wojnie wieś Szenfeld na Nieżychowice.
Irena Nieżychowska zajęta licznymi sprawami związanymi z prowadzoną przez nią działalnością społeczno-polityczną, często wyjeżdżała do Warszawy i za granicę, co uniemożliwiało jej osobiste zarządzanie majątkiem w Nieżychowicach. 
W działalności społeczno-politycznej utrzymywała liczne kontakty z Adamem Kierskim z Poznania. Za jego namową zatrudniła na zarządcę majątku Kazimierza Żółtowskiego z majątku Chwałkowice (obecnie woj. Wielkopolskie).
Działalnością społeczno-polityczną, w tym konspiracyjną, Irena Nieżychowska poważnie naraziła się przyszłemu okupantowi.
Polskość i patriotyzm manifestowała „pilnując” samorzutnie granicy polsko-niemieckiej, która na pewnym odcinku pokrywała się z granicą majątku Szejnfeld (obecnie Nieżychowice). Była powszechnie znana z tego, że dobrze jeździła konno, objeżdżając swoje włości ze sztucerem. Rekwirowała niemieckie bydło, które bezprawnie pasło się po polskiej stronie granicy na jej majątku, stąd też jej przydomek „Polska Amazonka”.